# ساناي تاكياتشي
ساناي تاكياتشي (مواليد 7 مارس 1961) هي سياسية يابانية وعضوة في الحزب الليبرالي الديمقراطي الياباني منذ 1996.